# Pomba-de-bico-curto
Pombo-de-bico-curto (nome científico: Patagioenas nigrirostris) é uma espécie de ave pertencente à família dos columbídeos. Este pombo se reproduz do sul do México ao noroeste da Colômbia.
Como os outros pombos do Novo Mundo, ele estava anteriormente unido aos seus parentes do Velho Mundo no gênero Columba, mas hoje o gênero do Novo Mundo Patagioenas é reconhecido como distinto novamente.